# Carmen Stozek
Carmen Stozek (* 1973 in Bonn) ist eine deutsche Filmproduzentin.

## Leben
Carmen Stozek studierte Filmproduktion an der Hochschule für Fernsehen und Film München von 1998 bis 2004. Seit 2005 arbeitet sie bei Hager Moss Film München. Für das ZDF-Drama Rufmord wurde sie 2018 mit dem Bernd Burgemeister Fernsehpreis ausgezeichnet.

## Filmografie (Auswahl)
- 2009: Crashpoint – 90 Minuten bis zum Absturz
- 2010: Liebe vergisst man nicht
- 2010–2014: Bella (Fernsehfilmreihe, 5 Folgen)
- 2014: Allein unter Ärzten
- 2016: Zwei verlorene Schafe
- 2017: Ein schrecklich reiches Paar
- 2018: Rufmord
- 2020–2021: Ein Krimi aus Passau (Fernsehfilmreihe, 4 Folgen)
- 2023: Die Augenzeugen (Fernsehserie)